# Ecce Cor Meum
Ecce Cor Meum (lateinisch Siehe, mein Herz) ist das vierte klassische Album und das zweite Oratorium von Paul McCartney. Gleichzeitig ist es einschließlich der Wings-Alben, der Fireman-Alben, der klassischen Alben, der Livealben und Kompilationsalben das 39. Album von Paul McCartney nach der Trennung der Beatles. Es wurde am 25. September 2006 in Großbritannien und am 26. September 2006 in den USA veröffentlicht.

## Entstehung

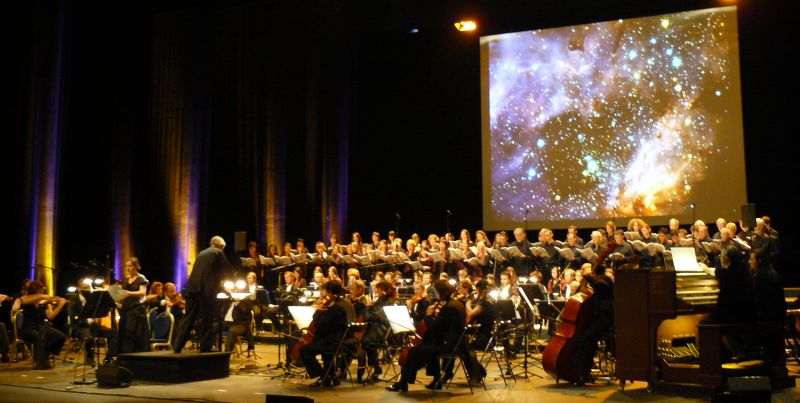
Aufführung von Ecce Cor Meum durch das Orchestre régional de Cannes-Provence-Alpes-Côte d’Azur

Die Planungen für das Album begannen im Jahr 1997, als Paul und Linda McCartney das Magdalen College in Oxford besuchten. Anthony Smith, der in den Jahren von 1998 bis 2005 Leiter des Instituts war, trat an Paul McCartney heran und fragte ihn, ob er für die Eröffnung eines neuen Konzertraumes im College etwas komponieren könne. Er stellte sich dabei ein Chorwerk „im Stile Händels“ vor. Als McCartney mit dem Schreiben der Musik begann, war er sich aber zunächst nicht sicher, was das Thema des Stücks sein sollte. Er wollte, dass der Text sowohl auf Latein als auch auf Englisch verfasst sein sollte, und fand schließlich eine Inspiration, als er ein Konzert mit der Musik von John Tavener in der New Yorker Kirche St. Ignatius Loyola besuchte, dort sah er eine Statue, unter der „Ecce Cor Meum“ stand. Durch den Tod von Linda McCartney im April 1998 verzögerte sich die Fertigstellung des Projekts und war nicht rechtzeitig zur offiziellen Eröffnung des Auditoriums fertig. McCartney sagte dazu: „Ungefähr ein Jahr später starb Linda, was die Dinge sofort stoppte, und es ging direkt auf Sparflamme. Folglich verlor ich den Schwung, den ich im ersten Jahr gewonnen hatte, und musste langsam anfangen, es wieder anzufangen. Eine der Möglichkeiten, wie ich das getan habe, war, meine Traurigkeit einfach aufzuschreiben. In der Mitte gibt es ein Klagelied namens Interlude (Lament), das sehr spezifisch um Linda trauert.“
Die Uraufführung von Ecce Cor Meum fand am 10. November 2001 mit dem Chor des Magdalen College unter Leitung von Bill Ives im Sheldonian Theatre in Oxford statt. Das Konzert wurde von 1000 Menschen besucht. Das Oratorium Ecce Cor Meum war zu disem Zeitpunkt vierteilig und trug die Titel Spiritus Spiritus, State Of Grace, Ecce Cor Meum und Musica. McCartney musste danach noch mehrmals das Stück ändern, da die Chorpassagen zu lang waren und den Sängern „sprichwörtlich die Puste aus[ging]“. McCartney sagte über die musikalischen Änderungen, die er mit mehreren Arrangeuren zusammen durchführte: „Sie sagten vielleicht: ‚Das ist zu hoch für die Hörner‘, also hörte ich ihnen zu und schlug vor, dass die Klarinetten oder Oboen die Noten übernehmen. Sie haben mir geholfen, zu arrangieren und zu notieren, aber das Stück ist ganz von mir.“
Die Aufnahmen zum Album fanden vom 13. bis 17. März 2006 in den Abbey Road Studios statt. Dieses Oratorium in vier Sätzen wurde von John Fraser produziert und orchestriert, der lateinische und englische Text wurde für Sopransolo, gemischten Chor, Knabenchor und Orchester vertont. Das Album wurde mit der Sopran-Solistin Kate Royal, den Knaben des „Magdalen College Choirs“ und dem Chor des King’s College aus Cambridge sowie der Academy of St. Martin in the Fields unter Leitung von Gavin Greenaway aufgenommen. Es erschien am 25. September 2006. Es ist außerdem eine DVD erhältlich, die neben dem Livekonzert auch die Entstehung des Albums dokumentiert. Der große kommerzielle Erfolg beziehungsweise Platzierungen in den offiziellen Albumcharts blieben dem Album verwehrt, allerdings erhielt Paul McCartney am 3. Mai 2007 den Classical BRIT Award für das „Album des Jahres“ im Jahr 2007.
Die überarbeitete Fassung wurde am 3. November 2006 in London in der Royal Albert Hall uraufgeführt. In Deutschland wurde das lateinisch-englische Oratorium zum ersten Mal am 27. Oktober 2007 in Siegen aufgeführt. An der Aufführung beteiligten sich die Philharmonie Südwestfalen, der Philharmonische Chor Siegen, der Chor des städtischen Musikvereins Hamm und der Knabenchor der Chorakademie Dortmund. Weitere Konzerte folgten, unter anderem in der Berliner Philharmonie.

## Covergestaltung
Das Cover wurde von der Firma DEWYNTERS gestaltet. Die Fotos im CD-Begleitheft stammen von Harry Borden. Der CD liegt ein 24-seitiges bebildertes Begleitheft bei, das Information zum Album, zu den Liedern und die Liedtexte enthält. Neben der herkömmlichen CD-Veröffentlichung gab es eine Deluxe-Edition mit geprägtem Cover und 52-seitigem Booklet.

## Titelliste
- I Spiritus – 12:00
- II Gratia – 10:50
- Interlude (Lament) – 3:56
- III Musica – 15:14
- IV Ecce Cor Meum – 14:50

## Bedeutung der Liedtexte
Nachdem Paul McCartney während der Entstehung der Musik verschiedene Ideen für den Text erwogen hatte, nahm er an einem Konzert mit Musik von John Tavener in der New Yorker Kirche St. Ignatius Loyola teil. Während des Wartens auf seinen Einsatz sah er sich in der Kirche um und entdeckte unter einer Kreuzigungsdarstellung die Inschrift Ecce Cor Meum. Da er seit seiner Schulzeit eine Vorliebe für die lateinische Sprache habe, berichtete er, habe er das Motto für das Projekt übernommen. Die englische Übersetzung behold my heart wurde der CD-Ausgabe als Untertitel hinzugefügt. McCartney betonte aber, den Titel in freier Übersetzung als „Lass mich dir sagen, was ich denke“ (Let me tell You what I think) zu interpretieren.
McCartney verstand den aus verschiedenen Quellen gespeisten Inhalt als spirituelles Bekenntnis, ausdrücklich aber nicht als religiös. Er äußerte dazu, dass Religion, wie sie ihm beigebracht wurde, für ihn mit zu vielen unbequemen Angelegenheiten wie dem Überlegenheitsempfinden der einen Religion über die andere verbunden sei. Ihm gefalle aber der Gedanke einer spirituellen Sicht und verglich dies mit dem Beatles-Song Let It Be, den er als „quasireligiös“ und „quasispirituell“ bezeichnete, ohne mit dem Text einen religiösen Inhalt zu verbinden. Er beziehe sich auf seine eigene Mutter Mary, nicht auf die Mutter Jesu.

### ISpiritus
Mit Spiritus (lateinisch für ‚Geist‘), dem ersten Satz des Werkes, behandelt Paul McCartney in Form eines choralartigen Lobliedes das Thema Liebe. Dabei wird der in der oben beschriebenen Weise nicht der Heilige Geist in religiöser Weise angesprochen, obwohl mit der Formulierung Spirit of holiness – Geist der Heiligkeit eine gängiger religiöser Titel benutzt wird. Im Gesang bitten Chor und Solist den nicht näher festgelegten Geist darum, dass er sie in die Liebe einführen, die Liebe lehren und ihnen zeigen möge, wie man in reiner Liebe (pure love) Leben könne. Mit der wiederholten Passage „Nimm die Liebe weg und wir sind zerstört – Nimm die Liebe weg und wir sind verloren“ (Take love way and we are ruined – take love away and we are lost) deutet der Text an, was ein Fehlen dieser Liebe bedeuten würde. Mit der Bitte um Stärkung der Liebe und um Führung „von oben“ (Guide us from above) wird der Abschluss des Satzes eingeleitet, in den McCartney einige lateinische Phrasen einstreut: „Confirma amorem meum –conserva veritatem – fac beatam animam meam“ (Stärke meine Liebe – bewahre die Wahrheit – erschaffe mir eine gesegnete Seele).

### IIGratia
Der zweite Satz spielt mit dem religiösen Motiv vom „Stand der Gnade“. Anders als im christlichen Verständnis der Rechtfertigung des Menschen durch die Gnade Gottes beginnt der Text mit der im Verlauf mehrfach wiederholten Aussage, auch im traurigsten Gesicht sei eine Spur dieses begnadeten Zustands zu finden. Wenn man auch nicht wissen könne, wie die Flüsse fließen, zeige sich, dass da etwas sei. („How the rivers flow – we may never know – but it goes to show – something is there.“) Angesichts allgegenwärtiger Gefahren und einer Geschichte voller Streitigkeiten beschwört der Text eine Welt voller Wunder im Sinn eines „demütigen Zustands der Gnade“. Dieser zeige sich in einem bekannten Gesicht unter feindlichen Fremden oder in einer einzelnen Blume, die nach einem schweren Sturm („the father of all storms“) noch zwischen totem Geröll steht und von der Sonne beschienen wird. Ein Orientierung gebendes Licht wird beschrieben („the guiding light that burns so bright“), in dessen Gegenwart der Wunsch ausgedrückt wird, die Liebe möge uns durch das Gute um uns herum fähig machen, füreinander zu sorgen („all the love in the air let the good that surrounds us help us to always care“).

### Interlude (Lament)
Hierbei handelt es sich um eine instrumentale Überleitung.

### IIIMusica
Während die beiden ersten Sätze des Werkes an die in einem allgemeinen Sinn spirituellen Figuren Geist und Gnade gerichtet sind, spricht der längste Satz des Werkes, dessen Name zu deutsch Musik bedeutet, diese gestaltete Klangwelt selbst an. Wie in einem Dialog mit der Musik wird diese aufgefordert, das innere Licht, das menschliche Herz zu entdecken und den Weg des Menschen zu begleiten, damit dieser seinerseits die „göttliche Liebe“, das innere Licht und die innere Freude entdecken kann (Reveal this heart of mine – Let me discover love divine … Let me behold my inner joy – Help to reveal my inner light). Für alle Menschen, egal ob stark oder schwach, ob einfältig oder weise, gelte es, die Schätze und die Freuden der Liebe zu suchen, sich in den Schlaf wiegen und wieder aus dem Traum wecken zu lassen. Nach mehreren Wiederholungen endet der Text in der Aussage, jeder Mensch könne Musik hervorbringen (music is the treasure that we all can bring), und „wir sind glücklich, wenn wir lächeln, entzückt, wenn wir singen“ (and we are happy when we smile – delighted wenn we sing).

### IVEcce Cor Meum
Der abschließende und dem gesamten Werk den Titel gebende Satz beginnt mit dem in lateinischer und englischer Sprache wiederholten Motto „Sieh mein Herz“ (Ecce cor meum – Behold my heart), verbunden mit dem Hinweis, dass die Musik das Herz (des Künstlers) zeigen werde, auch wenn es in der Zukunft zur Trennung komme (When in the future we are apart – Music will show you my heart). Es folgt die Aussage, Wahrheit und Natur seien die Quelle von Liebe und Frieden, Liebe sei unsere wahre Natur, Liebe sei alles. Daher habe jeder die Aufgabe, eine starke Grundlage für seine Liebe zu finden. Auch wenn es manchmal schwer werde, bleibe nichts anderes, als durchzuhalten. Ohne Wahrheit würden falsche Schatten regieren. Auch wenn unsere positiven Gefühle angegriffen werden, bleibe keine Wahl, als sich auf die andere Seite zu retten (And then our positive feelings are threatened – unless we can pull through – to the opposite side – nothing else remains).

## Sonstiges
Im Vorwort zum Booklet der CD-Ausgabe beschreibt Paul McCartney ein Erlebnis aus der frühen Beatles-Zeit als Anstoß für das Thema des Werkes. Auf dem Heimweg von einem Konzert sei die Band mit ihrem Transporter in einem Schneesturm von der Straße abgekommen und einen Abhang hinuntergerutscht. In aussichtsloser Lage, sich selbst zu helfen, habe es zwischen zwei Bandmitgliedern den Dialog gegeben: „Und was jetzt?“ (What’s going to happen now?) – „Keine Ahnung. Irgendwas wird passieren.“ (I dunno. Something will happen.) Nachdem sie von einem Lkw-Fahrer gefunden und mitgenommen worden seien, habe sich dieser Dialog zu einer gängigen Phrase in der Band entwickelt. Gleichzeitig habe sich dadurch bei McCartney der Glaube an einen wohlwollenden Geist herausgebildet, den er in der Musik von Ecce Cor Meum ausgedrückt sehen wolle.
Zu seiner Arbeitsweise verweist McCartney im selben Text auf die Tatsache, dass er außer ein paar Klavierstunden keine kompositorische und musiktheoretische Ausbildung habe und deshalb viele Dinge habe für sich selbst herausfinden müssen. Er sei daher sensibler für glückliche Zufälle und kritischer gegenüber guten Ratschlägen. Was andere für zu vermeiden gehalten hätten, habe ihn umso mehr interessiert. Dabei habe er so viele glückliche Zufälle erlebt, dass er den Entstehungsprozess als „mystisch“ bezeichnete.
Ecce Cor Meum wurde später auch das Motto, das Paul McCartney für sein offizielles Wappen verwendete.

## Wiederveröffentlichungen
- Das Album wurde bisher nicht neu remastert.
- Im Mai 2007 wurde das Album im Download-Format veröffentlicht.

## Singleauskopplung
Aus dem Album wurde keine offizielle Single ausgekoppelt. In Europa und den Vereinigten Staaten wurde die Promo-Single Gratia veröffentlicht.